# Ölberg (Görlitz)

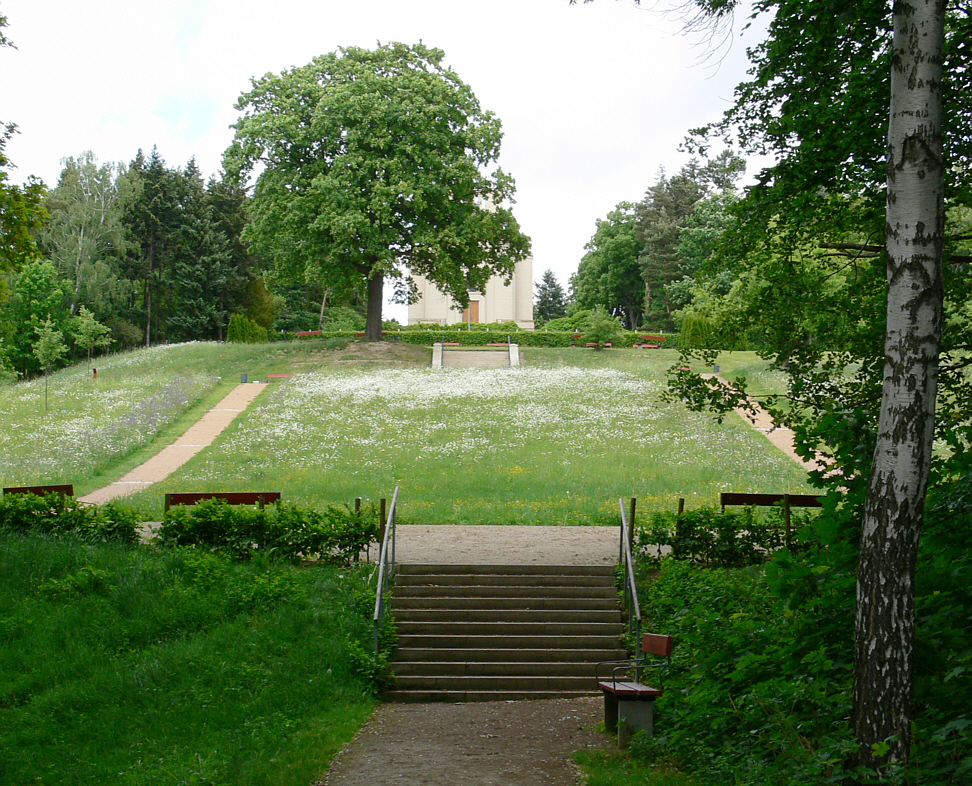
„Ölberg“, „Jüngerwiese“ und das Krematorium von 1913

Der Ölberg in Görlitz (Ölberggarten in Görlitz) ist Teil des Landschaftsgartens und gehört in das Gesamtensemble der Heilig-Grab-Anlage. Der Ölberggarten kann in der warmen Jahreszeit separat besucht werden.

## Biblisches Ereignis
Nach der Überlieferung aus der Heiligen Schrift hat sich in Jerusalem am Vorabend des Karfreitags Folgendes zugetragen:
Jesus ging nach einem feierlichen Abendessen gemeinsam mit seinen  Jüngern in den Ölberg (Getsemani), um dort zu beten. Dort, unter einem Ölbaum, bat er Gott, dieser möge die bevorstehende Gefangennahme und den Tod am Kreuz von ihm abwenden. Seine Freunde schliefen derweil, statt mit ihm zu beten und zu hoffen. Jesus fühlte sich allein und verlassen.

## Jerusalemer Merkmale
Im ausgehenden Mittelalter bis zur Höhe des Barock war es den Christen ein Bedürfnis, biblisches Geschehen nachzuerleben. Es entstanden in vielen Teilen Europas Nachbildungen der heiligen Stätten. Eine davon ist das Görlitzer Heilige Grab, errichtet in den Jahren 1481 bis 1504.
Was die Görlitzer Heilig-Grab-Anlage gegenüber den anderen europäischen auszeichnet, ist ihre Einbindung in die Landschaft, der man symbolhaft die Merkmale des Jerusalemer Ölbergs zuordnete.
Auf dem Hügel gegenüber der Begräbnisstätte (biblisch Kalvarienberg), dem Ölberg, pflanzte man symbolisch für den Ölbaum eine Weide (heute ein Spitzahorn). Unterhalb davon befindet sich die Jüngerwiese, das Symbol für die schlafenden Jünger. Der Bach Lunitz, der durch das Tal zwischen Ölberg und Heiligem Grab fließt, wurde entsprechend den Jerusalemer Gegebenheiten zum Kidronbach.

## Entstehung in Görlitz
1913 errichtete man in Görlitz auf dem Scheitel des Ölbergs das Städtische Krematorium, das seither den Horizont nach Nordosten dominiert. Das Gelände unterhalb davon wurde bis in die 1920er Jahre als Acker, Wiese, Sandgrube und Müllplatz genutzt.
Die Park- und Gartenanlage Ölberggarten entstand nach den Plänen des damaligen Gartenbaudirektors Heinrich Diekmann zwischen 1923 und 1928 als für die Zeit typische streng formale Anlage. Obstbäume und Beerensträucher wuchsen in strengem Raster auf den Wiesen, eine Pergola rahmte die Rosenterrasse oberhalb des Hauptweges ein. Die Bedeutung des Ölberggartens als Ertragsobstfläche ging im Laufe der Jahre zurück, etwa ab 1960 wurde die intensive Pflege eingestellt.

## Geh-Hör-Gang
Seit der Eröffnung des Verbindungsweges 1999 kann die räumliche Beziehung zwischen Heiligem Grab und Ölberg wieder erlebt werden. Besucher können  seit dem 500-Jahr-Jubiläum 2004 auf den Wegen auch mit Hörbegleitung wandeln. Der Hamburger Autor und Regisseur René Harder hat zusammen mit dem Dresdner Komponisten Frieder Zimmermann den „Geh-Hör-Gang“ komponiert.
Auf einer etwa zwei Kilometer langen Strecke des Kreuzweges wird im Bezug zu den biblischen Stationen die dramatische Entstehungsgeschichte mit der zeitgeschichtlichen Begebenheit lebendig. Mit Anleitung des Geh-Hör-Ganges läuft man zu den einzelnen Stationen, die erklärt werden. Auf der Nachbildung des Passionsweges Christi gelangt man von der Krypta der Peterskirche zur Heilig-Grab-Anlage des ältesten religiösen Landschaftsparks Europas.